# Tifton
Tifton ist eine Stadt im Tift County, Georgia, Vereinigte Staaten. Die Bevölkerung betrug beim United States Census 2010 um die 16.350 Einwohner. Die Stadt ist der County Seat von Tift County.
Die öffentlichen Schulen der Region werden vom Tift County School District verwaltet. Das Abraham Baldwin Agricultural College hat seinen Hauptcampus in Tifton, wo sich auch ein Campus des Southern Regional Technical College und der University of Georgia befindet.
Zu den Sehenswürdigkeiten in der Umgebung zählen das Coastal Plain Research Arboretum, das Abraham Baldwin Agricultural College und das Georgia Museum of Agriculture & Historic Village. Der Tifton Commercial Historic District und der Tifton Residential Historic District sind im National Register of Historic Places aufgeführt.

## Geschichte

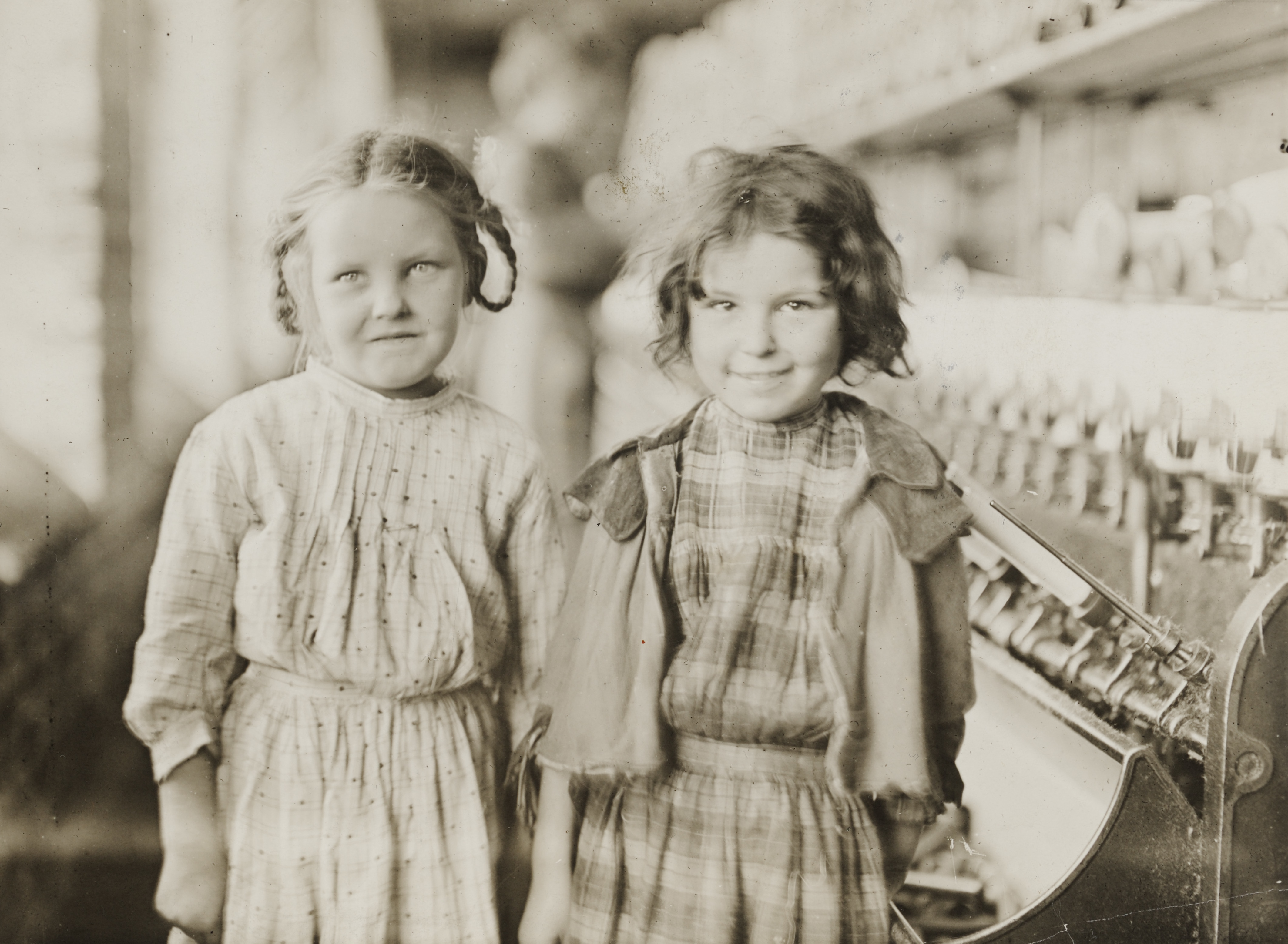
Kinderarbeiter von Tifton Cotton Mills, 1909. Fotografiert von Lewis Hine.

Tifton wurde 1872 im Berrien County an der Kreuzung der Georgia Southern and Florida Railroad und der Brunswick and Western Railroad vom Sägewerksbesitzer Henry H. Tift gegründet. Tifton wurde 1890 als Stadt eingemeindet. 1905 wurde es zur Kreisstadt des neu gegründeten Tift County.
Mehrere Chicago-Florida-Personenzüge machten in Tifton Halt: Seminole, Flamingo und City of Miami der Atlantic Coast Line sowie Ponce de Leon und Royal Palm der Southern Railway. Mit der Einstellung der Royal Palm im Jahr 1970 verblieb Tifton ohne Passagierservice.

## Geografie
Tifton liegt in Süd-Zentral-Georgia an der Interstate 75, die von Norden nach Süden durch die Stadt verläuft und 269 km in Richtung Norden nach Atlanta und 72 km in Richtung Süden nach Valdosta führt. Andere Autobahnen, die durch die Stadt führen, sind der U.S. Highway 41, die U.S. Route 82, der U.S. Highway 319 und die Georgia State Route 125.

## Demografie
Beim United States Census 2010 lebten 16.350 Menschen in der Stadt. Die rassische Zusammensetzung der Stadt bestand aus 49,4 % Weißen, 36,0 % Schwarzen, 0,1 % amerikanischen Ureinwohnern, 1,9 % Asiaten, 0,0 % pazifischen Inselbewohnern, 0,1 % aus einer anderen Rasse und 1,1 % aus zwei oder mehr Rassen. 11,4 % waren Hispanics oder Latinos jeglicher Rasse.
Bei der Volkszählung im Jahr 2000 lebten 15.060 Menschen, 5.532 Haushalte und 3.601 Familien in der Stadt. Die Bevölkerungsdichte betrug 651,1 Einwohner pro Quadratkilometer. Es gab 6.102 Wohnungen mit einer durchschnittlichen Dichte von 263,8 Strück pro Quadratkilometer. Die rassische Zusammensetzung der Stadt bestand zu 61,26 % aus Weißen, 31,57 % Afroamerikanern, 0,23 % amerikanischen Ureinwohnern, 1,64 % Asiaten, 0,03 % pazifischen Inselbewohnern, 4,61 % aus anderen Rassen und 0,65 % aus zwei oder mehr Rassen. 7,56 % der Bevölkerung waren Hispanics oder Latinos jeglicher Rasse.
Es gab 5.532 Haushalte, von denen 33,5 % mit Kindern unter 18 Jahren zusammenlebten, 40,9 % verheiratete Paare waren, 20,0 % eine weibliche Haushälterin ohne anwesenden Ehemann und 34,9 % keine Familien waren. 29,5 % aller Haushalte bestanden aus Einzelpersonen und 11,2 % hatten eine allein lebende Person, die 65 Jahre oder älter war. Die durchschnittliche Haushaltsgröße betrug 2,5 und die durchschnittliche Familiengröße 3,08 Personen.
Das mittlere Einkommen eines Haushalts in der Stadt betrug 30.234 US-Dollar und das mittlere Einkommen einer Familie 37.023 US-Dollar. Männer hatten ein durchschnittliches Einkommen von 27.206 US-Dollar gegenüber 20.174 US-Dollar für Frauen. Das Pro-Kopf-Einkommen der Stadt betrug 16.455 US-Dollar. Etwa 20,7 % der Familien und 26,9 % der Bevölkerung lebten unterhalb der Armutsgrenze, darunter 41,0 % der unter 18-Jährigen und 13,7 % der über 65-Jährigen.

## Kunst und Kultur

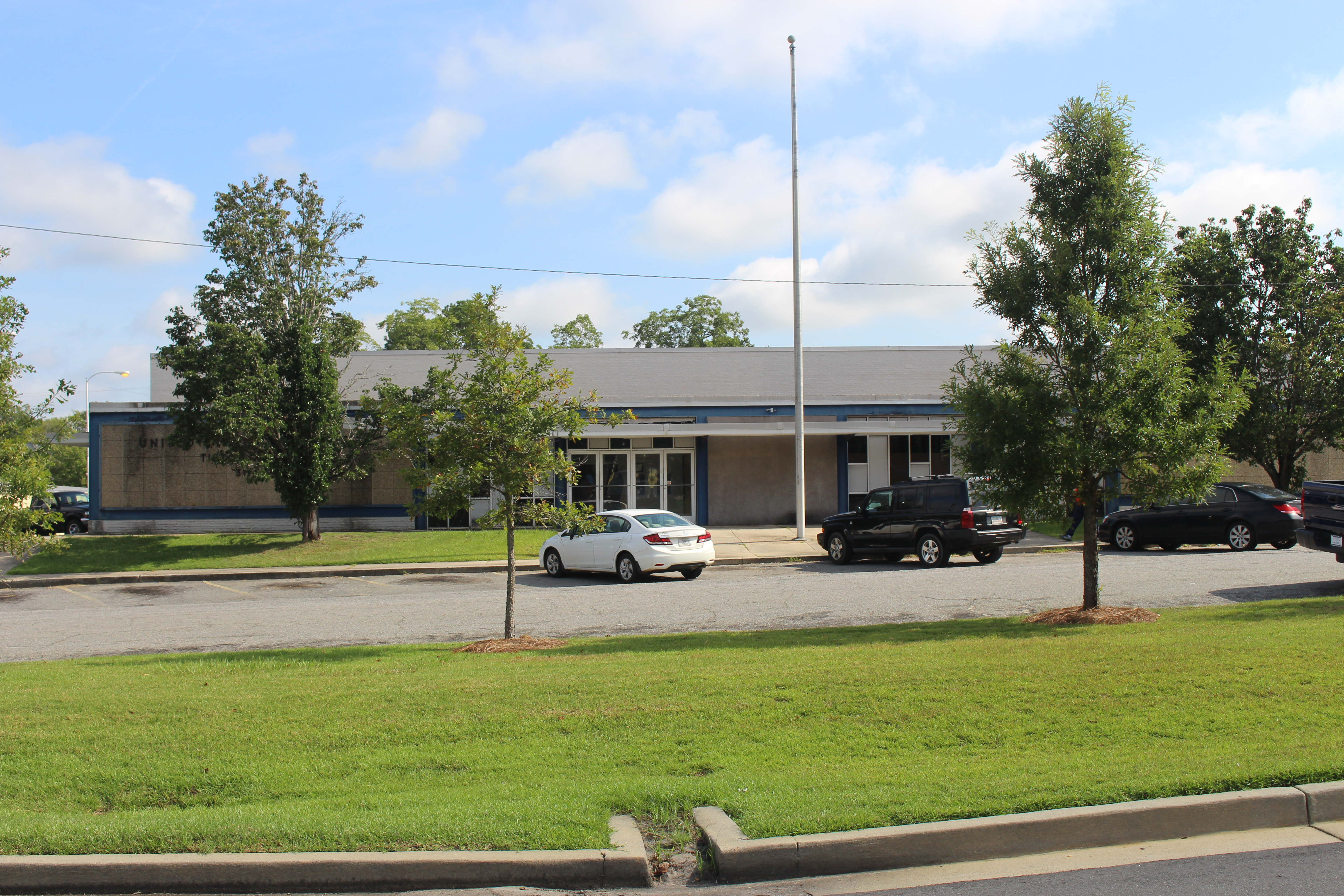
Postamt von Tifton

### Bibliotheken
Tifton hat eine öffentliche Bibliothek, zusätzlich zu einer umfangreichen College-Bibliothek, die sich am nahe gelegenen Abraham Baldwin Agricultural College befindet.

### Sehenswürdigkeiten
- University of Georgia
- Georgia Museum of Agriculture & Historic Village

Bis vor kurzem war Tifton die Heimat des zweitgrößten Magnolienbaums der Welt, der sich im Magnolia Tree Park befand. Im Jahr 2004 wurde der Baum bei einem Feuer verbrannt. Die Brandursache wurde von den örtlichen Behörden nie genannt. Derzeit ist der Baum- und Beobachtungsbereich durch ein Tor für Besucher gesperrt. Obwohl er nicht mehr wächst, steht der Baum noch.

### Georgia Museum of Agriculture and Historic Village
Das Georgia Museum of Agriculture & Historic Village, früher bekannt als Agrirama, befindet sich in Tifton, Georgia. Es wurde am 4. Juli 1976 eröffnet. Das Gelände besteht aus fünf Bereichen: einer traditionellen Bauerngemeinde aus den 1870er Jahren, einem fortschrittlichen Gehöft aus den 1890er Jahren, einem Industriestandortkomplex, einer ländlichen Stadt und einem nationalen Erdnusskomplex; und das Landwirtschaftsmuseum. Über 35 Bauwerke wurden auf die 95 Acre (380.000 Quadratmeter) große Fläche verlagert und originalgetreu restauriert bzw. erhalten. Kostümierte Dolmetscher erklären und demonstrieren den Lebensstil und die Aktivitäten dieser Zeit in der Geschichte Georgiens.

### Historische Viertel
Das Tifton Residential Historic District wurde am 30. April 2008 in das National Register of Historic Places aufgenommen. Es wird im Allgemeinen von 14th Street, Goff Street, 2nd Street und Forrest Avenue begrenzt. Der Tifton Commercial Historic District und das Tift County Courthouse sind ebenfalls im National Register eingetragen.

## Sport
Im Jahr 2010 zog die Indoor-Fußballmannschaft Georgia Firebirds von Waycross, Georgia nach Tifton um.

## Bildung

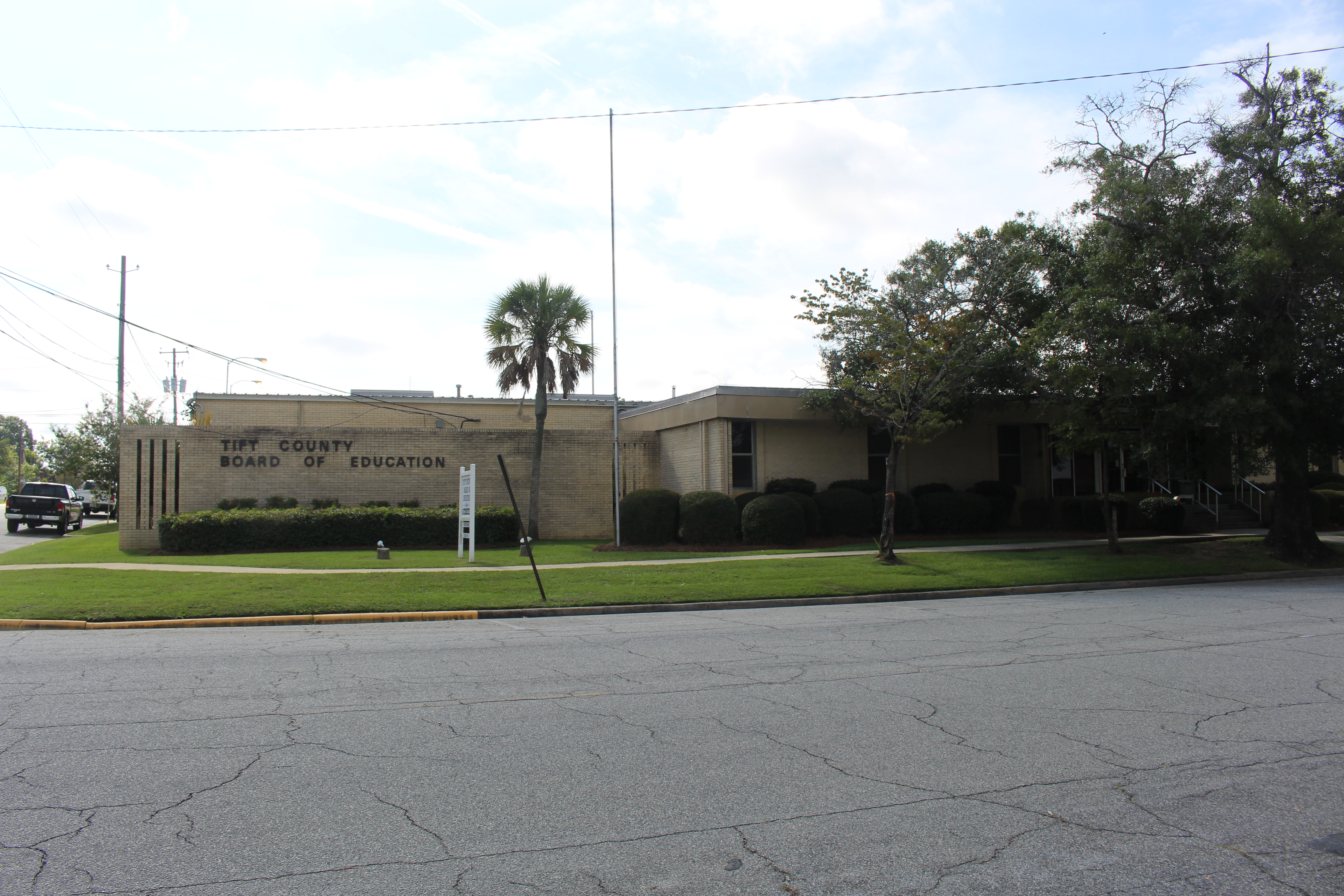
Hauptquartier von Tift County School District

### Tift County School District
Der Tift County School District bietet einen Bildungsgrad bis zur 12. Klasse und besteht aus acht Grundschulen, zwei Mittelschulen, einer High School und einer alternativen Schule. Der Bezirk hat 467 Vollzeitlehrer und über 7.641 Schüler.

### Privatschulen
- Tiftarea Academy, in Chula, Georgia (K-12)
- Grace Baptist Christian School

### Hochschulen
- Abraham Baldwin Agricultural College - Main Campus[9]
- Southern Regional Technical College - Tifton Campus[10]
- University of Georgia - Tifton Agricultural Campus[11]

## Medien
Die The Tifton Gazette ist eine dreimal wöchentlich erscheinende Zeitung in Tifton, Georgia. Sie wird von der South Georgia Media Group betrieben, einem Geschäftsbereich der Community Newspaper Holdings Inc. The Tifton Grapevine ist eine zweimal wöchentlich erscheinende Online-Zeitung mit einer E-Mail-Auflage von 5.800 Exemplaren. Es wird von Sayles Unlimited Marketing betrieben.

## Infrastruktur

### Bedeutende Highways
- Interstate 75
- U.S. Highway 41
- U.S. Route 82
- U.S. Highway 319
- State Route 125

### Flughäfen
- Der Flughafen Henry Tift Myers ist ein öffentlicher Flughafen, der sich 3 km südöstlich von Tifton befindet und die allgemeine Luftfahrt bedient. Es gibt keinen Linienflugverkehr.

## Persönlichkeiten
- John Berry (* 1959) — Musiker
- Nanci Bowen — LPGA Golfspielerin
- Austin Brown (* 1986) — Mitglied der a-cappella-Gruppe Home Free
- Caitlin Carmichael (* 2004) — Schauspielerin
- Larry Dean — American Football Linebacker für die Minnesota Vikings der National Football League
- Dennis Dove — ehemaliger MLB-Spieler
- Harold Bascom Durham Jr., 2. Leutnant der US Army, ausgezeichnet mit der Medal of Honor
- Todd Fordham — ehemaliger NFL offensiver Lineman
- Kip Moore (* 1980) — Countrysänger
- Matt Moore — ehemaliger Vorsitzender der South Carolina Republican Party
- Wyc Orr — Politiker und Anwalt
- Ralph Puckett — US Army Colonel, ausgezeichneter Absolvent der United States Military Academy, ausgezeichnet mit Distinguished Service Cross, Silver Star, Legion of Merit etc.
- Austin Scott (* 1969) — U. S. Kongressmitglied, vertritt Georgias 8. Kongressbezirk
- Mitglieder der Alternative Rock Band September Hase
- Clay Shiver — ehemaliger NFL offensiver Lineman[13]
- James „Chick Stripling“ — Geiger, Komiker und Buck Dancer
- Tyson Summers — Football-Trainer
- Cyndi Thomson — Countrysängerin
- Dina Titus (* 1950) — U.S. Kongressmitglied, vertritt Nevadas dritten Kongressbezirk

## Schwesterstadt
- Linyi, China (2010)[14]